# 7272 Darbydyar
7272 Darbydyar este un asteroid din centura principală, descoperit pe 21 februarie 1980, de Zdeňka Vávrová.